# Вила-Верде-де-Фикалью
Вила-Верде-де-Фикалью (порт.  Vila Verde de Ficalho) — фрегезия (район) в муниципалитете Серпа округа Бежа в Португалии. Территория — 105,03 км². Население — 1446 жителей. Плотность населения — 13,8 чел/км².